# Stemma della Groenlandia
Lo stemma della Groenlandia è uno scudo blu con un orso polare d'argento. Questo simbolo fu introdotto nello stemma della Danimarca nel 1666 ed è ancora presente su quello della famiglia reale danese. Nel contesto danese l'orso era raffigurato in origine mentre camminava naturalmente, mentre la posizione eretta attuale fu introdotta nel 1819. Il London Roll del 1470 mostra uno stemma con la frase Le Roy de Greneland con uno scudo su cui è raffugurato un orso polare circondato da tre uccelli. Il titolo reale non riflette alcun titolo ufficiale, ma soltanto che lo stemma poteva essere usato da chiunque controllasse la Groenlandia.
La versione correntemente usata dalla Groenlandia è stata disegnata dall'artista groenlandese Jens Rosing e adottata il 1º maggio 1989 dal Landsting. L'orso polare simboleggia la fauna della Groenlandia e il colore blu rappresenta l'Oceano Atlantico e il mar glaciale Artico che bagnano l'isola. Invece della versione danese dello stemma che segue la tradizione araldica, con l'orso polare che alza la zampa anteriore destra, l'orso della versione corrente dello stemma innalza la zampa anteriore sinistra, in aderenza alla credenza tradizionale Inuit che vede gli orsi polari mancini. Un braccio similare è utilizzato dalla rappresentativa del governo danese in Groenlandia. In quel caso, l'orso alza la zampa destra, e lo scudo è sormontato dalla corona reale.
La specifica danese per lo stemma non specifica quale zampa sia alzata, così non ci sono conflitti tra le differenti tradizioni. I sostenitori della piena indipendenza della Groenlandia usano uno sfondo verde.
Il blasone in termini araldici è: Azzurro, un orso polare argento.

## Storia
L'orso polare è stato incluso come simbolo della Groenlandia durante il regno di Federico III di Danimarca, ma il suo utilizzo non si è diffuso fino ai primi anni del XX secolo. Nel luglio del 1905 è stato introdotto uno stampo speciale con il simbolo della Groenlandia. Il francobollo, distribuito in Danimarca mostra l'emblema della Groenlandia come motivo centrale. Nel 1938 il servizio postale groenlandese è stato completamente sostituito dal Royal Danish Postal Service. Il primo francobollo ritrae Cristiano X di Danimarca al posto di usare il soggetto suggerito dai groenlandesi, cioè l'aurora boreale, e motivi con foche e orsi polari.